# Serravalle Langhe
Serravalle Langhe är en ort och kommun i provinsen Cuneo i regionen Piemonte i Italien. Kommunen hade 298 invånare (2018).